# 四齿芥属
四齿芥属（学名：Tetracme）是十字花科下的一个属，为一年生草本植物。该属共有约5种，分布于中亚。